# Thomas Dörflinger (Politiker, 1965)

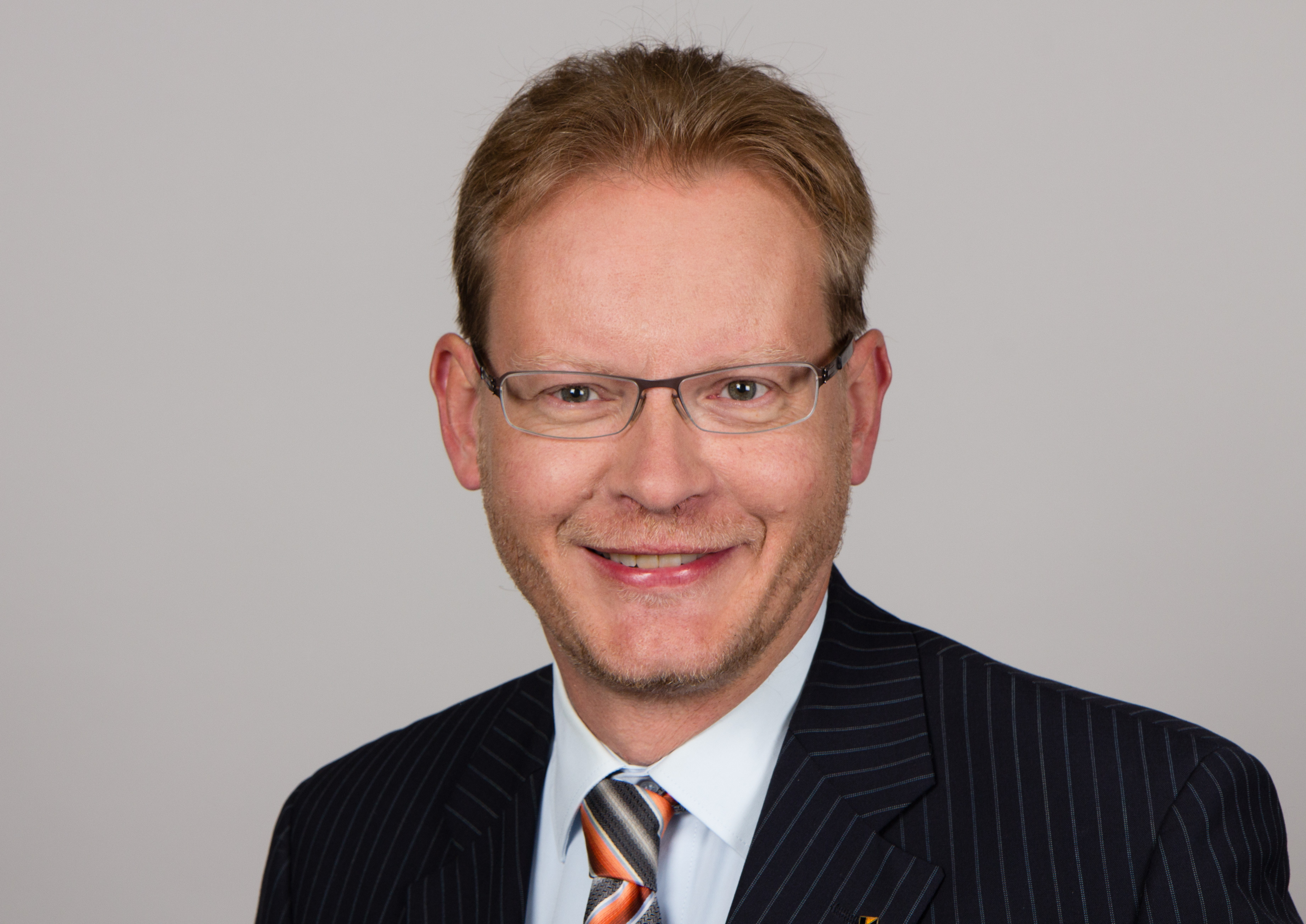
Thomas Dörflinger (2014)

Thomas Dörflinger (* 27. August 1965 in Tiengen) ist ein ehemaliger deutscher Politiker (CDU). Von 1998 bis 2017 war er Mitglied des Deutschen Bundestages. Seit Januar 2018 ist er Inhaber von dtt consult & media e.K. Das Unternehmen beschäftigt sich mit Demoskopie, Public Affairs und Publizistik.

## Leben

### Ausbildung und Beruf
Nach dem Abitur 1984 am Klettgau-Gymnasium Tiengen leistete Dörflinger seinen Wehrdienst ab und absolvierte danach ab 1985 ein Studium der Geschichte und Politologie an der Universität Konstanz, welches er 1992 als Magister artium (M.A.) beendete. Nach einem anschließenden Volontariat bei RTL Radio war er ab 1993 als Redakteur und Redaktionsleiter bei RTL Radio Südbaden tätig. Nach der Betriebsschließung 1994 war Dörflinger zunächst arbeitslos, bis er 1995 wissenschaftlicher Mitarbeiter der damaligen Bundesministerin für Familie, Senioren, Frauen und Jugend, Claudia Nolte, wurde. Von 1997 bis 1998 war er Redakteur beim Schwarzwälder Boten.

### Parteilaufbahn
Dörflinger trat schon als Schüler 1979 in die Junge Union und 1984 auch in die CDU ein. Seit 1995 gehört er dem Vorstand des CDU-Kreisverbandes Waldshut an und war dort bis 2018 stellvertretender Kreisvorsitzender.
Dörflinger war Mitglied im Berliner Kreis, einer informellen CDU-internen konservativen Gruppe aus Modernisierungs- und Merkel-Skeptikern. Er legte im Juli 2011 eigene „Thesen zur notwendigen programmatischen Neuausrichtung der CDU“ vor.
Darin kritisierte er unter anderem den Führungsstil der Parteispitze unter Merkel. Alle wichtigen inhaltlichen Weichenstellungen der vergangenen Jahre seien von oben verordnet worden: die Neuausrichtung der Familienpolitik, die Abschaffung der Wehrpflicht, die Abkehr von der Hauptschule, die Steuersenkungspläne. Dörflinger warnte in diesem Zusammenhang: „Es ist eine Frage der Zeit, bis die Reaktion der Parteibasis vom üblichen Gegrummel in lautstarken Protest übergeht“. Die CDU müsse innerparteiliche Demokratie wieder erlernen. An anderer Stelle schilderte er Verunsicherung und Vertrauensverlust der Mitglieder und Anhänger, hervorgerufen durch ein immer unschärferes Parteiprofil. Er erklärte „Der programmatische Bauchladen, den man die 'Karstadtisierung' der CDU nennen möchte, ist weder betriebswirtschaftlich noch politisch zukunftsfähig“. Die Programmatik drohe „zur Handlungsanweisung für den Kanzlerwahlverein“ zu verkommen. Im gleichen Jahr forderte er in den Medien eine breite Debatte über den Kurs der CDU auf dem Parteitag in Leipzig.
Im Jahr 2012 verfasste Dörflinger den Entwurf zu einem „Berliner Manifest“ des Berliner Kreises. Daraus ging hervor, der Berliner Kreis wolle neben konservativen auch christliche und marktliberale Ansätze innerhalb der CDU stärken. Die Auffassungen über den zehnseitigen Entwurf reichten von „inhaltlich gehaltvoll“ bis „das Ding ist so schlecht, da gibt es nichts zu veröffentlichen“. Die angekündigte öffentliche Vorstellung des Papiers wurde abgesagt.

### Abgeordnetentätigkeit
Von 1998 bis 2017 war Dörflinger Mitglied des Deutschen Bundestages. Hier war er von 2005 bis 2007 Obmann der CDU/CSU-Bundestagsfraktion im Ausschuss für Familie, Senioren, Frauen und Jugend und stellvertretender familienpolitischer Sprecher der CDU/CSU-Fraktion. Von 2003 bis 2017 war Dörflinger Vorsitzender der Deutsch-Schweizerischen Parlamentariergruppe.
Thomas Dörflinger ist stets als direkt gewählter Abgeordneter des Wahlkreises Waldshut in den Bundestag eingezogen. Bei der Bundestagswahl 2009 erreichte er hier 41,5 % der Erststimmen. Bei der Bundestagswahl 2013 steigerte er seinen Erststimmenanteil auf 51,4 %. Bei der Bundestagswahl 2017 trat Dörflinger nicht mehr an. Sein Nachfolger als direkt gewählter Abgeordneter im Wahlkreis Waldshut ist Felix Schreiner.
Dörflinger war Mitglied der Europa-Union Parlamentariergruppe Deutscher Bundestag.

### Sonstiges Engagement
Von 2004 bis 2018 war Dörflinger Bundesvorsitzender des Kolpingwerkes Deutschland. Von 2005 bis 2018 gehörte er dem Zentralkomitee der deutschen Katholiken (ZdK) an.

### Schriften
- „Kraft im Glauben – correctio fraterna für die Politik“ in: Georg Ratzinger, Roger Zörb (Hg.): Zum 85. Geburtstag Festschrift der Gesellschaft zur Förderung öffentlicher Verantwortung e.V. für den Heiligen Vater, Papst Benedikt XVI, 2012, S. 60ff., ISBN 978-3-00-037853-9
- "Christliche Vordenker der Sozialen Marktwirtschaft", fe-Medienverlag Kisslegg, 2020, ISBN 978-3-86357-287-7
- „Nicht nur in Kirche und Betkammern“ – Kolpings Auftrag geht weiter, Kolping-Verlag Köln, 2020
- „Gott stellt jeden dorthin, wo er ihn braucht“ – Verbandsgeschichte in Lebensbildern, mit Ulrich Vollmer, Band 1, Kolping-Verlag Köln, 2023, ISBN 978-3-921425-90-9
- "Und es begab sich / 20 Zeilen, die die Welt verändern - Gedanken zur vielleicht wichtigsten Geschichte der Menschheit", fe-Medienverlag Kisslegg, 2024, ISBN 978-3-86357-440-6
- „Wer Menschen gewinnen will, muss das Herz zum Pfande einsetzen“ - Verbandsgeschichte in Lebensbildern, mit Ulrich Vollmer, Band 2, Kolping-Verlag Köln, 2024, ISBN 978-3-921425-91-6

### Privates
Thomas Dörflinger ist katholisch, seit 1992 verheiratet und Vater von zwei Söhnen. Sein Vater Werner Dörflinger war von 1980 bis 1998 ebenfalls Mitglied des Deutschen Bundestages für die CDU.